# 中昭和町
中昭和町（なかしょうわちょう）は、徳島県徳島市の町名。昭和地区に属している。中昭和町一丁目から中昭和町五丁目まで存在する。郵便番号は〒770-0943。
- 人口：1,840人（2009年12月。徳島市の調査より）
- 世帯数：905世帯（同上）

## 地理
徳島市の東部に位置し、市道（通称：中央通り）が東西に貫通し、西は国道55号と接続している。徳島藩政期以来の昭和から津田へ通じる道路は、かつて南斎田浦の幹線道路で、富田浦中園から津田渡しに至る屈曲の多い道路で、斎田中園の七曲りといわれた。現在は裏通りとなっているが、昔の面影を残している。

## 歴史
元は斎田町・富田浦町の各一部で、昭和16年に現在の町名となった。昭和初期、産業道路の開通後、富田中央通りが東方へ延長し産業道路と連結し、この新道を中心に当町が形成された。

## 施設
- 徳島県立総合福祉センター
- 徳島農政事務所
- 徳島市富田中学校

## 交通

### 道路
一般国道
- 国道55号

都道府県道
- 徳島県道120号徳島小松島線

### バス
徳島バス
- 福祉センター前